# Alburgh (Vermont)
Pour les articles homonymes, voir Alburgh.
Alburgh est une municipalité (town) américaine de l'État du Vermont, située dans le comté de Grand Isle.

## Geographie
La municipalité s'étend sur 126,4 km2, dont 75,9 km2 sont formés de terre et 50,5 km2 d'eaux. Située à la frontière avec le Canada, elle est établie dans une langue de terre baignée par les eaux du lac Champlain, à l'extrémité nord-ouest du Vermont, et possède la particularité d'être reliée au reste des États-Unis uniquement par des ponts routiers.
Le village d'Alburgh forme une enclave à l'intérieur de la municipalité.

## Politique et administration
La municipalité est administrée par un conseil de cinq membres élus (Selectboard) qui est responsable de la conduite générale des affaires locales. Il a pour fonctions de publier les règlements locaux, préparer le budget, superviser toutes les dépenses, gérer les employés municipaux et contrôler les bâtiments et les biens publics. Il est assisté de « justices de paix » élues et d'un administrateur (town clerk), réunis au sein du Conseil de l'autorité civile.